# Jacob van Foreest (1731-1783)
Jacob van Foreest (Hoorn, 13 december 1731 – Alkmaar, 6 november 1783), heer van Petten en Nolberban en heer van Oudkarspel, was onder meer vroedschap en schout van Alkmaar en gecommitteerde van de Provinciale Rekenkamer van Holland. Tevens was hij hoofdingeland van de Heerhugowaard.
Jacob van Foreest werd geboren als zoon van Nanning van Foreest en Jacoba de Vries. Op 24 juni 1755 trouwde hij te Hoorn met Francina Jacoba Burman (1734-1792), dochter van Abraham Burman en Johanna Elisabeth van Buuren. Zij kregen een zoon Nanning (1756-1828) die zijn vader zou opvolgen als heer van Petten en Nolberban.
Het wapen van Jacob van Foreest siert nog steeds de voorgevel van het in 1748 herstelde raadhuis te Petten.